# 村上美登志
村上 美登志（むらかみ みとし、1951年 - ）は、日本の文学者。舞鶴工業高等専門学校人文科学科教授。公立若狭高等看護学院教員。
研究分野は国文学、中世文学、中国語・中国文学、漢文学、ライトノベル、文学一般。
1990年（平成2年）、立命館大学大学院文学研究科を修了し、1993年に博士（文学）の学位を得ている。

## 著作
- 『太山寺本 曽我物語』（和泉書院、和泉古典叢書10） 1999
- 『中世軍記文学選』（和泉書院） 1999
- 『中世文学の諸相とその時代』（和泉書院、研究叢書195） 1996
- 『琉球の伝承文化を歩く1 八重山・石垣島の伝説・昔話』（三弥井書店） 2000
- 『中世文学の諸相とその時代Ⅱ』（和泉書院、研究叢書342） 2006